# Antoni Polikarp Złotnicki
Antoni Polikarp Złotnicki (ur. ok. 1750, zm. 1830) – poseł województwa podolskiego na Sejm Czteroletni od 1790 roku, chorąży czerwonogrodzki, przeciwnik Konstytucji 3 Maja, konfederat targowicki, konsyliarz konfederacji generalnej koronnej, marszałek konfederacji województwa podolskiego, brygadier targowickiej formacji Brygady Kawalerii Narodowej "Złotej Wolności" pod Imieniem Województwa Podolskiego. 
Był uczestnikiem konfederacji barskiej.
Służący Szczęsnego Potockiego. Podpisał manifest przeciwko uchwaleniu Konstytucji 3 Maja. Figurował na liście posłów i senatorów posła rosyjskiego Jakowa Bułhakowa w 1792 roku, która zawierała zestawienie osób, na które Rosjanie mogą liczyć przy rekonfederacji i obaleniu dzieła 3 maja. W 1792 roku przystąpił do konfederacji targowickiej. Będąc komendantem zmodernizowanej i zaopatrzonej twierdzy Kamieniec Podolski oddał ją bez walki wojskom rosyjskim w dniu 21 kwietnia 1793 roku. Był generałem majorem wojsk rosyjskich.
W czasie insurekcji kościuszkowskiej Sąd Najwyższy Kryminalny skazał go na karę śmierci przez powieszenie, wieczną infamię, konfiskatę majątków i utratę wszystkich urzędów. Wobec nieobecności skazanego, wyrok wykonano in effigie.